# 青岛第十一中学
36°04′28.7″N 120°19′23″E / 36.074639°N 120.32306°E

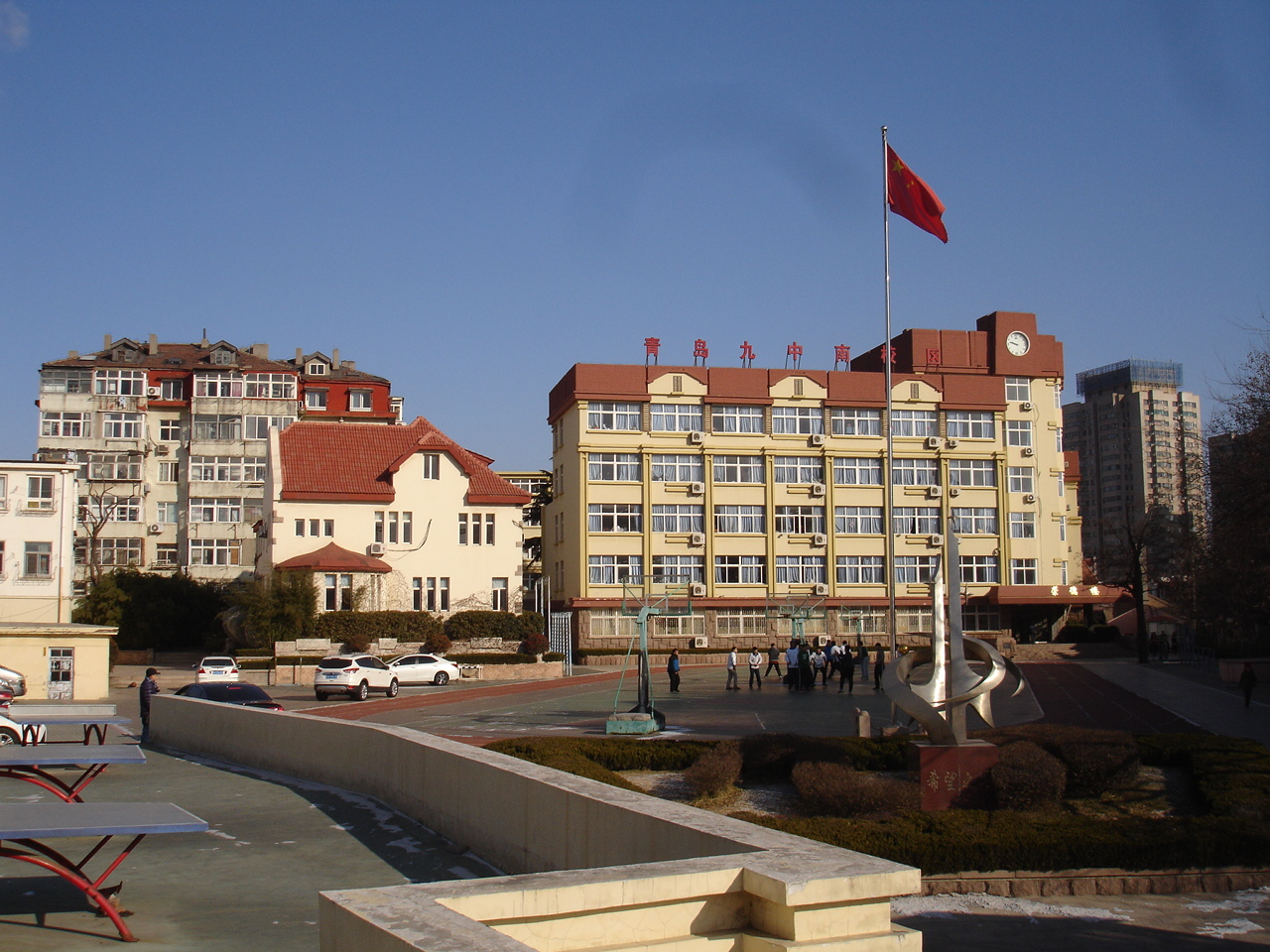
九中南校区，原十一中

山东省青岛第十一中学简称青岛十一中，是位于山东省青岛市市北区的一所大型综合高级中学，其前身为教会学校崇德中学，2008年该校并入青岛九中。现为青岛九中南校区。

## 历史沿革
1911年美北长老会差会在青岛教会山的长老会住宅群（今九中南校区）创办明德学堂。1919年五四运动期间，因学校师生在校长王守清的带领下积极参加反帝爱国运动，日本守备军司令部查封学校，该校师生被迫转移至美国长老会潍县乐道院，并于文华馆中学（今潍坊二中）合并。
1922年北洋政府收回青岛。1929年私立崇德中学在原明德学堂和胶东中学的基础上创办，仍由美国长老会管理，校址在原明德学堂校舍。1938年至1945年由于学校反日活动，校长职位曾数次变更。
1945年至1949年该校师生曾参与反对南京国民政府的运动。1952年该校改为公办，并改名青岛第十一中学。
1998年青岛十一中、青岛女专（原文德女中、青岛八中）和青岛十中美容美发专业合并组建成新的青岛十一中。2008年青岛十一中普通高中部并入青岛九中，女专部并入青岛艺术学校。

## 校园建筑

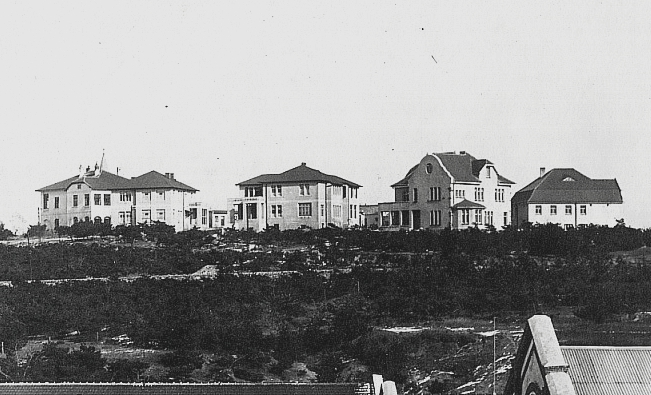
美国长老会住宅群，右二建筑为现存的“思聂楼”；右一建筑1949年后称“团结楼”；左一建筑并非长老会地产，后成为文德女中

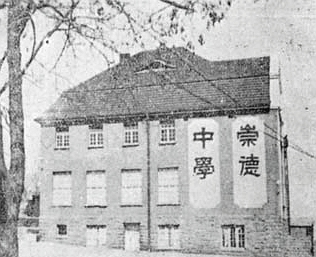
“团结楼”

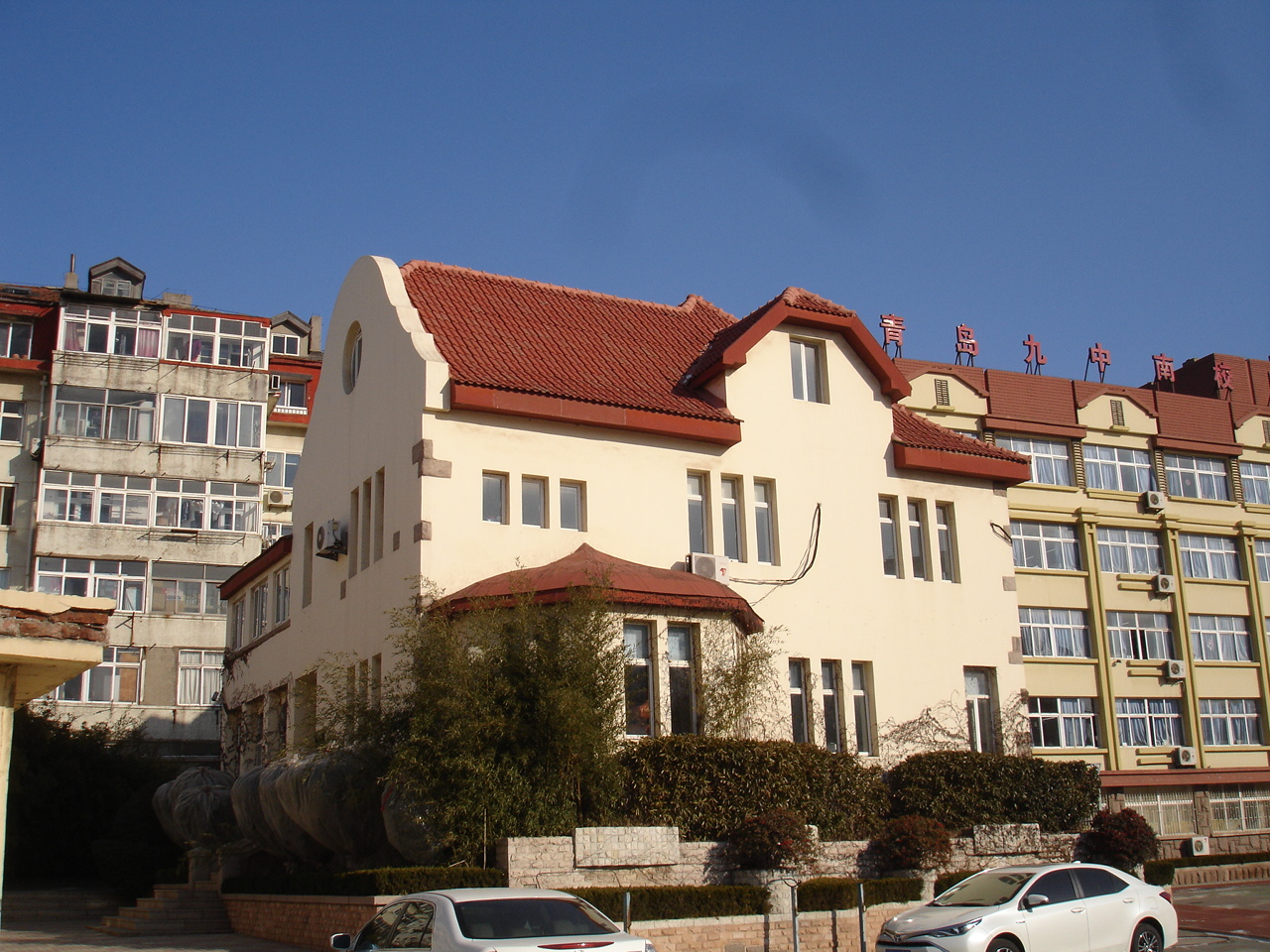
仅存的“思聂楼”

青岛十一中（即今青岛九中南校区）地址位于市北区阳信路2号。

### 美国长老会住宅群
约1909-1909年美国（美北）长老会在教会山南侧购买地块并建设传教士住宅楼。1911年明德学堂创办时便设在这里。后来，“思聂楼”和“团结楼”两栋建筑为崇德中学所用。“思聂楼”为长老会传教士聂克林夫人为纪念其子聂侯所建，被认为是崇德中学的第一座建筑；“团结楼”之名为1949年之后的楼名。前者一楼为图书馆，二楼为校长住宅，阁楼为学生宿舍；后者半地下室为食堂，一楼二楼为教室。上世纪90年代该建筑群多数建筑被拆除，仅剩“思聂楼”。

### 陶里克楼
陶里克楼为崇德中学的主教学楼，位于“思聂楼”与“团结楼”之间，为1934年德国某市市长（一说为传教士）陶里克、青岛市市长沈鸿烈、青岛商会会长隋石卿、长老会牧师王宣忱及刘寿山捐资兴建。崇德小学（后为观象二路小学）教学楼与该楼出自同一图纸。1949年陶里克楼改名为“爱国楼”。上世纪90年代两座楼均被拆除。

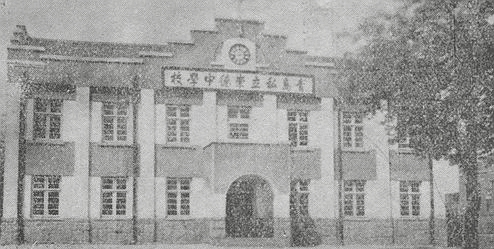
陶里克楼

### 十一中教师公寓
建于60年代。位于“思聂楼”西侧，济阳路路旁，原址为“思聂楼”花园及大门。现大部分为民居，位于学校内的部分为体育办公室及体育器材室。

### 崇德楼
建于90年代，位于“爱国楼”与“团结楼”原址，曾为十一中教学楼。2008年十一中与九中合并后命名为“崇德楼”。2016年九中高中部搬迁前为高三级部教学楼。

### 明德楼
建于90年代末。位于原十一中与青岛女专间的分隔墙原址。2008年十一中与九中合并后命名为“明德楼”。2016年九中高中部搬迁前为九中国际部教学楼。

### 原青岛女专校舍
原为青岛职业女子中专（原文德女中、青岛八中）的校舍，位于原十一中北侧，校门位于济阳路8号。1998年青岛女专并入青岛十一中，2008年青岛十一中并入青岛九中。2016年九中高中部迁址前，该处为九中国际部及九中学生宿舍的所在地。